# Meta nigridorsalis
Meta nigridorsalis là một loài nhện trong họ Tetragnathidae.
Loài này thuộc chi Meta. Meta nigridorsalis được miêu tả năm 1994 bởi Tanikawa.